# Wesele
Wesele (en polonès El casament) és una pel·lícula de cinema realitzada el 1972 a Polònia per Andrzej Wajda com a adaptació d'una obra del mateix títol escrita per Stanisław Wyspiański el 1901. Wajda també va dirigir "Wesele" per al teatre.
"Wesele" és una obra definidora del drama polonès escrit al tombant del segle xx. Descriu els perills de l'embranzida nacional cap a l'autodeterminació després de les revoltes poloneses de novembre de 1830 i gener de 1863, fruit de les particions de Polònia. També es refereix a la matança de Galítsia de 1846. La trama està ambientada en les noces d'un membre de la intel·ligèntsia de Cracòvia (el nuvi, interpretat per Daniel Olbrychski), i la seva núvia pagesa (interpretada per Ewa Ziętek). La seva unió de fusió de classes segueix una tendència de moda entre els amics del dramaturg del moviment modernista de la jove Polònia.
L'obra de Wyspiański es va basar en un esdeveniment de la vida real: el casament de Lucjan Rydel a la Basílica de Santa Maria de Cracòvia i el convit nupcial al poble de Bronowice. Es va inspirar en part també en la pintura modernista de Jacek Malczewski i Maksymilian Gierymski.

## Argument
Un poeta es casa amb una noia camperola a Cracòvia. La celebració del nou matrimoni passa de la ciutat a la casa del vilatà. A les habitacions contigües a la del convit del casament, els convidats esclaten contínuament en arguments, fan l'amor o simplement descansen dels seus perjudicis, ballant i fent festa. Entre els convidats reals hi ha conegudes figures de la història i la cultura poloneses, que representen les consciències culpables dels personatges. Els dos grups comencen progressivament una sèrie de diàlegs. El Poeta (interpretat per Andrzej Łapicki) és visitat successivament pel Cavaller Negre, símbol de la glòria militar passada de la nació; el periodista (interpretat per Wojciech Pszoniak), després pel bufó de la cort i el savi polític conservador Stańczyk; i el fantasma de Wernyhora (Marek Walczewski), paradigma del lideratge per Polònia. Wernyhora presenta a l'amfitrió una banya daurada que simbolitza la missió nacional i crida el poble polonès a una revolta. Una de les mans de la granja és enviada per sonar la trompa a cada cantó de Polònia, però després perd la trompa.
| « | La direcció al·lucinadora de Wajda afegeix una capa de complexitat a un text que ja està meravellant amb els canvis tonals. Tràgica, satírica, sagrada, sarcàstica, noble, desafiant i arrebossada amb versos aturats, La boda és una fita imponent de la història del cinema polonès. | » |

## Repartiment
- Daniel Olbrychski
- Ewa Ziętek
- Andrzej Łapicki
- Wojciech Pszoniak -Stańczyk
- Franciszek Pieczka – Czepiec
- Marek Walczewski
- Izabella Olszewska
- Maja Komorowska – Rachela
- Marek Perepeczko – Jasiek
- Gabriela Kownacka – Zosia
- Olgierd Łukaszewicz
- Bożena Dykiel – Kasia
- Janusz Bukowski – Kasper
- Artur Młodnicki – Wernyhora
- Wirgiliusz Gryń - Jakub Szela
- Leszek Piskorz – Staszek
- Czesław Wołłejko – Hetman
- Mieczysław Voit – Żyd,
- Hanna Skarżanka – Klimina
- Małgorzata Lorentowicz – Radczyni
- Andrzej Szczepkowski – Nos
- Emilia Krakowska – Marysia
- Mieczysław Stoor – Wojtek
- Barbara Wrzesińska – Maryna
- Henryk Borowski – Dziad
- Kazimierz Opaliński
- Maria Konwicka – Haneczka
- Anna Góralska – Isia
- Mieczysław Czechowicz
- Wiktor Grotowicz – Widmo
- Czesław Niemen – Chochoł (veu)

## Premis
- Conquilla de plata al Festival Internacional de Cinema de Sant Sebastià 1973.[4]